# Erik Brødreskift
Erik Brødreskift, også kendt som Grim, (23. december 1969 – 4. oktober 1999) var en norsk trommeslager som spillede i flere norske black metal-bands. Han begik selvmord i 1999.

## Hyldester
- Nargaroths sang "Erik, May You Rape the Angels" fra Black Metal ist Krieg er dedikeret til Erik Brødreskift.
- Den årlige metalfestival Hole in the Sky er dedikeret til Erik Brødreskift og organiseres af en fond til hans minde.